# Diocesi di Aeto
La diocesi di Aeto (in latino: Dioecesis Aetensis) è una sede soppressa e sede titolare della Chiesa cattolica.

## Storia
Aeto, identificabile con Aetos in Grecia, è un'antica sede vescovile della provincia romana dell'Epirus Vetus nella diocesi civile di Macedonia. Come tutte le sedi episcopali della prefettura dell'Illirico, fino a metà circa dell'VIII secolo la diocesi di Aeto era parte del patriarcato di Roma; in seguito fu sottoposta al patriarcato di Costantinopoli.
Inizialmente suffraganea dell'arcidiocesi di Nicopoli, tra il IX e il X secolo la sede è menzionata tra le otto diocesi suffraganee di Naupacto, nella provincia dell'Etolia. Non si conoscono vescovi di questa sede nel primo millennio cristiano. La diocesi appare in tutte le Notitiae Episcopatuum fino al XV secolo.
Dal 1933 Aeto è annoverata tra le sedi vescovili titolari della Chiesa cattolica; dal 19 dicembre 2022 il vescovo titolare è Evelio Menjivar-Ayala, vescovo ausiliare di Washington.

## Cronotassi dei vescovi titolari
- Johannes Willem Maria Bluijssen † (28 ottobre 1961 - 11 ottobre 1966 nominato vescovo di 's-Hertogenbosch)
- Evelio Menjivar-Ayala, dal 19 dicembre 2022